# Joaquín de la Ripa
Joaquín de la Ripa y Blanque (Tarazona, 1715 - ¿?, d. de 1745), militar, matemático, maestro de obra y escritor español.

## Biografía
De familia originaria de Hecho (Huesca), fue bautizado en Tarazona (Zaragoza) el 7 de abril de 1715. Soldado y marino en su juventud, trabajo después como maestro de obras en Brihuega. Escribió una autobiografía inspirada en la de Diego de Torres y Villarroel, Vida y aventuras del philo-matemático D. Joaquín de la Ripa y Blanque escrita por él mismo, en que da noticia de las campañas y funciones que se ha hallado en la guerra de Orán y de Italia, con una escuela militar para ser perfecto soldado, y algunas imposiciones matemáticas (Madrid: Joseph González, 1745), dedicada a la Virgen del Pilar de Zaragoza. Sobre su modelo destaca su peculiar interés humano, literario y sociológico y su sorprendente complacencia en lo truculento al relatar la Expedición española a Orán de 1732. 